# أنشطة وكالة الاستخبارات المركزية في إیران
أنشطة وكالة الاستخبارات المركزية في إیران كانت هناك مزاعم عديدة عن تدخل متكرر لوكالة المخابرات المركزية الأمريكية (CIA) في الشؤون الداخلية للجمهورية الإسلامية الإيرانية في إيران (بلاد فارس)، منذ انقلاب مصدق عام 1953 حتى الوقت الحاضر. تعاونت وكالة المخابرات المركزية مع الشاه الأخير محمد رضا بهلوي للإطاحة برئيس الوزراء محمد مصدق وتنصيب الجنرال فضل الله زاهدي. في وقت لاحق، نشأت أزمة الرهائن عام 1979 في السفارة الأمريكية في طهران والتي استمرت 444 يومًا حتى 21 يناير 1981، من الشؤون السابقة لوكالة المخابرات المركزية في إيران، ويتطلب التدخل والتعاون بين البلدين مزيدًا من التحليل لفهم أزمة الرهائن عام 1979. أثبت أفراد وكالة المخابرات المركزية دور فعال في قضية إيران كونترا في منتصف الثمانينيات من القرن الماضي والتي تضمنت إجراء مثلثي لتداول الأسلحة وتهريب الأسلحة بين جيش الولايات المتحدة وإيران وجماعات الكونترا اليمينية التي تشن حربًا أهلية في نيكاراغوا. في الآونة الأخيرة في 2007 - 2008، زعمت وكالة المخابرات المركزية أنها تدعم جماعة جند الله الإرهابية السنية ضد إيران، ولكن تم دحض هذه المزاعم من خلال تحقيق لاحق. يُعتقد على نطاق واسع أن وكالة المخابرات المركزية كانت متورطة بشكل مباشر في انقلاب مصدق كما كشفت وثائق رفعت عنها السرية من عام 2011. تشير الوثائق التي رفعت عنها السرية صراحة إلى هدف وكالة المخابرات المركزية لاستبدال الحكومة الإيرانية في أوائل الخمسينيات بـ «حكومة موالية للغرب تحت قيادة الشاه». حافظت الولايات المتحدة وإيران على علاقة متوترة لفترة طويلة مع استمرار ظهور مزاعم تورط وكالة المخابرات المركزية. وشملت هذه المزاعم أن المسؤولين الأمريكيين كانوا يرتكبون أعمال عنف واغتصاب ضد السكان المحليين الشرقيين.
ومع ذلك، لم يتم تقديم هذه الاتهامات للعدالة على الرغم من مصادقة الولايات المتحدة على هذه الأفعال رداً على طلب قانون حرية المعلومات (FOIA) في عام 2013، أكدت وكالة المخابرات المركزية دورها في الانقلاب حيث تم الكشف عن العديد من الوثائق التي تحدد تورطها للجمهور، ومعظمها لم يكن معروفًا من قبل.
وتبعت الأدلة احتجاجات وإضرابات عنيفة. في النهاية، وعدت الولايات المتحدة بالامتناع عن التدخل في الشؤون الداخلية الإيرانية.
تم اكتشاف انقلاب الحكومة الأمريكية في النهاية بينما كانت الولايات المتحدة تقدم خدمات لكل من إيران والعراق.

## خلفية
في 28 مايو1901 قدم شاه مظفر الدين من بلاد فارس امتيازًا للنفط مع ويليام نوكس دارسي، مؤسس شركة النفط الأنجلو-فارسية (APOC) وأصبح فيما بعد شركة البترول البريطانية أو بيوند بتروليوم (BP)، لجميع المستقبل. صادرات النفط والبترول من بلاد فارس خلال الستين عامًا القادمة. في 20 مايو1914، وقعت الحكومة البريطانية صفقة مع شركة النفط الأنجلو فارسية بقيمة 2.2 مليون جنيه إسترليني مقابل 51٪من أسهم APOC، والحصول على حصة الأغلبية وتأميم APOC لبريطانيا. كان هذا في المقام الأول بسبب حقيقة أن ونستون تشرشل اللورد الأول للأميرالية آنذاك، قد حول البحرية الملكية البريطانية من حرق الفحم إلى سفن حرق النفط قبل أسابيع قليلة من اندلاع الحرب العالمية الأولى. بحلول عام 1950، 40٪من النفط الغربي و 75٪ من النفط المتجه إلى أوروبا تم إنتاجه في إيران. في مارس 1951، قدم رئيس الوزراء مصدق مشروع قانون مع البرلمان الإيراني لتأميم AIOC. في 2 مايو1951، دخل مشروع القانون حيز التنفيذ وبدأ مصدق في تأميم النفط الإيراني الراغب في إعادة بناء البلاد باستخدام أرباح النفط الإيراني، الذي تم إنتاجه بشكل أساسي من قبل شركة النفط الإيرانية المملوكة لبريطانيا. وضع تأميم APOC مصدق وبريطانيا في صراع مباشر، حيث لا تزال بريطانيا تمتلك نصف أسهم AIOC. سعت إيران للحصول على نفس تقسيم الأرباح بنسبة 50-50 الذي سبق أن مُنحته كل من فنزويلا والمملكة العربية السعودية من قبل عمالقة النفط في الولايات المتحدة الأمريكية. رفضت بريطانيا طلب إيران، واختارت بدلاً من ذلك الاحتفاظ بنصيب الأسد من أرباح إنتاج النفط الإيراني. لم يكن لدى بريطانيا أي نية للسماح لمصدق بتأميم APOC دون نوع من التعويض، لكنها لم تتمكن من الحصول على حل وسط مقبول من مصدق. عندما عُرضت القضية على محكمة العدل الدولية في 22يوليو/تموز1952، قضت المحكمة بأنها غير قادرة على التدخل في النزاع، قائلة «إنه ليس أكثر من عقد امتياز بين حكومة وشركة أجنبية وهو لا ينظم بأي شكل من الأشكال العلاقات بين الحكومتين» هذا الحكم بريطانيا إلى إعادة النظر في اقتراح مصدق الأول بتقسيم الأرباح بنسبة 50-50، ولكن في هذه المرحلة كان الأوان قد فات. بعد هذه الخسارة، بدأ البريطانيون في استخدام تكتيكات بديلة لإجبار مصدق على الموافقة على حل وسط أكثر ملاءمة، وفرض حظر اقتصادي شديد على الصادرات الإيرانية بالإضافة إلى سحب العمال المهرة اللازمين لتشغيل مصافي النفط التابعة لشركة النفط والغاز الأمريكية، والمعروفة باسم أزمة عبادان.
نشأت مخاوف داخل الولايات المتحدة من أن الإجراءات التي اتخذها البريطانيون ستجعل إيران تبدأ في مساعدة السوفييت. كانت الولايات المتحدة قلقة من التعدي السوفياتي على الشؤون الداخلية والسياسية الإيرانية. على الرغم من هذه المصاعب، رفض مصدق المناهض للشيوعية التخلي عن موقفه. لجأت الحكومة البريطانية إلى الولايات المتحدة طلبًا للمساعدة، لكن إدارة ترومان لم تكن مهتمة وظلت محايدة في هذا الصراع. بعد شهور من الصمود ضد رغبات بريطانيا، خلص البريطانيون إلى أنه يجب استبدال مصدق بشخص يرضخ بشكل أكبر للمصالح الاقتصادية البريطانية والنفوذ السياسي. من شأن الانكماش الاقتصادي الناجم عن الحظر الذي فرضته بريطانيا العظمى على إيران أن يجعل الرئيس المنتخب حديثًا أيزنهاور يشعر بالقلق بشأن النفوذ السوفيتي في المنطقة، خاصةً إذا بدأت إيران في بيع نفطها للسوفييت. استجاب مصدق لهذه الشراكة من خلال عرض الإنذار التالي للولايات المتحدة: ستبيع إيران النفط إلى الولايات المتحدة بسعر خصم 40٪، أو ستبدأ شركات النفط الإيرانية في بيع نفطها إلى السوفييت. ظلت الولايات المتحدة حازمة مع بريطانيا قائلة إنه حتى يتم الوفاء بالاتفاق والتعويض مع بريطانيا في نهايتها، لا يمكنهم مناقشة أي مسائل تتعلق بالنفط. كانت الخطة Y عبارة عن عملية تنطوي على هجوم من ثلاثة أجزاء على إيران براً وجواً وبحراً. حاولت بريطانيا طلب المساعدة من الولايات المتحدة تحت إدارة ترومان، لكن الولايات المتحدة رفضت بسبب صراع محتمل قد ينشأ مع الاتحاد السوفيتي. في عام1952، وضعت المخابرات البريطانية السرية (SIS)، المعروفة أكثر باسم MI6، خطة لانقلاب وضغطت على الولايات المتحدة لشن عملية مشتركة لإزالة الحكومة المنتخبة ديمقراطياً لرئيس الوزراء محمد مصدق وتنصيب الشاه محمد رضا بهلوي يحكم إيران استبداديا. التقى ممثلو المخابرات البريطانية بممثلي وكالة المخابرات المركزية الذين تم تشكيلهم حديثًا في واشنطن خلال شهري نوفمبر وديسمبر 1952 لغرض مناقشة حرب مشتركة وخطط البقاء وراء إيران. على الرغم من أنه لم يكن مدرجًا في الاتفاقية السابقة وجدول أعمال الاجتماع، فقد التقى ممثلو المخابرات البريطانية بما في ذلك كريستوفر مونتاج وودهاوس، وصمويل فال، وجون بروس لوكهارت مع ممثلين عن قسم الشرق الأدنى وأفريقيا في وكالة المخابرات المركزية بما في ذلك كيرميت روزفلت وجون ليفيت، جون دبليو بندلتون، وجيمس أ. دارلنج وطرحوا اقتراح عمل سياسي مشترك لعزل رئيس الوزراء مصدق. كان محمد مصدق أول رئيس وزراء منتخب لإيران يتم تعيينه من خلال مطالب شعبية لشعب إيران. شعر مصدق، وهو قومي مدرك للتدخل الأجنبي، أن الثروة اللازمة لإعادة بناء إيران، تترك البلاد تحت سيطرة شركة بريطانية تسمى شركة النفط الأنجلو إيرانية (المعروفة فيما بعد باسم بريتش بتروليوم، أو بي بي). أثناء وجوده في السلطة، نجح مصدق في فرض تجنيس صناعة النفط في إيران مما منحه السيطرة على صناعة النفط. ونتيجة لذلك، رفعت الشركة البريطانية دعوى قضائية ضد مصدق في محكمة العدل الدولية وخسرت. لاستعادة السيطرة على صناعة النفط، أقنع البريطانيون الحكومة الأمريكية وتعاونوا معها للإطاحة بمصدق. في مارس1953، بدأت وكالة المخابرات المركزية بصياغة خطة للإطاحة بمصدق.

## انقلاب مصدق - عملية أجاكس

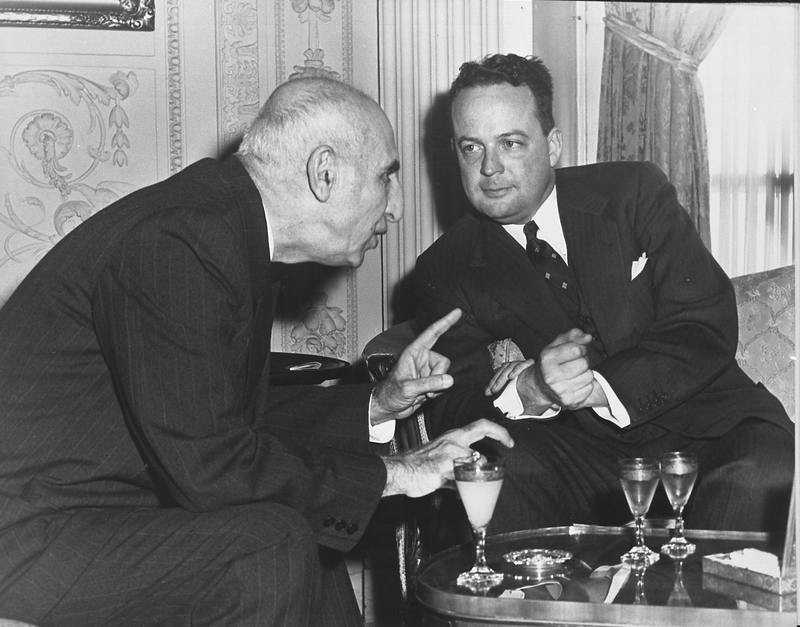
رئيس وزراء إيران محمد مصدق يلتقي مساعد وزيرة الخارجية الأمريكية جورج ماكغي

في آذار (مارس) 1953، استفسرت برقية تتضمن تفاصيل مراسلات من محطة وكالة المخابرات المركزية في طهران عن الاهتمام الأمريكي بـ "الدعم السري للجهود العسكرية الإيرانية للإطاحة بمصدق. وعقد اجتماع في السفارة الأمريكية في إيران لبحث البرقية. وبينما ظل موظفو السفارة غير ملتزمين، فقد عبروا عن رد لطيف يشير إلى اهتمام أمريكي متزايد. تم تكليف الدكتور دونالد ويلبر وهو كاتب وجاسوس ومستشار سري لقسم الشرق الأدنى وإفريقيا بوكالة المخابرات المركزية (CIA) المعترف به في النهاية باعتباره المهندس الرئيسي لعملية أجاكس، بالتحقيق في خطة الإطاحة بمصدق وتطويرها. سافر إلى نيقوسيا، اليونان في مايو1953، وصمموا خطة العمل الموصى بها مع ماثيو داربي شاير، رئيس فرع إيران في جهاز المخابرات السرية. في هذه المرحلة، تطورت المعارضة تجاه مصدق بشكل كبير داخل حكومة الولايات المتحدة.جاء موظفو السفارة الأمريكية في إيران إلى حكومة مصدق على أنها "مدمرة بالكامل" وتظهر ميول "طائشة". صرح وكيل وزارة الخارجية الأمريكية والتر بيدل سميث أن حكومة الولايات المتحدة تفضل أن يتنحى مصدق حتى يمكن استعادة الاستقرار في المنطقة. أدت معارضة الجبهة الوطنية، وهي فصيل سياسي معارض أسسه مصدق أصلاً في عام1949، إلى انعكاس السياسة التي حددتها إدارة ترومان. تم تفويض كل من CIA و NEA بصياغة خطة عمل تهدف إلى الإطاحة بنظام مصدق. واصلت وزارة الخارجية ووكالة المخابرات المركزية عقد اجتماعات لمناقشة تفاصيل خطط المضي قدما. (د. دونالد ويلبر. وكالة المخابرات المركزية، تاريخ الخدمات السرية: الإطاحة برئيس الوزراء الإيراني مصدق. نشرته صحيفة نيويورك تايمز. يمكن الوصول إليه في موقع أرشيف الأمن القومي. الوثيقة 1، القسم1 "الخطوات الأولية" ص.2) في هذه اللقاءات، تم استعراض جميع اللاعبين السياسيين المهمين في إيران، وخاصة اللواء فضل الله زاهدي الذي كان أبرز السياسيين المعارضين لمصدق. زاهدي، عضو سابق في حكومة مصدق، كان له مكانة عامة لا يمكن إنكارها إلى جانب قاعدة كبيرة من المؤيدين. أشار ويلبر إلى أن وجهات نظره كانت متشابهة مع آراء داربيشاير، وأنSIS كانت مسرورة للسماح لوكالة المخابرات المركزية بتولي زمام المبادرة في العملية، بسبب مزاياها في الموظفين والتمويل والتسهيلات. بعد مناقشة السياسة في إيران، ناقشت الأطراف المعنية أصولها الحالية في إيران. وذكرت المخابرات أن لديها رشيدًا في القوات المسلحة، وأعضاء في البرلمان الإيراني، وقادة دينيون، وغيرهم من الأشخاص الذين يعتقدون أنهم مؤثرون. على الرغم من اعتبار أصولهم عديمة الفائدة، فقد جاء الراشديون وكانوا على استعداد للمساعدة في الإطاحة. وخلصوا إلى أن زاهدي كان أفضل مرشح لدعم الانقلاب، وأن كل المحاولات يجب أن تبدو وكأنها انتقال قانوني للسلطة، وليس انقلابًا مطلقًا. كان زاهدي في وقت من الأوقات عضوًا في حكومة مصدق ولديه معرفة متطورة بخطط مصدق. (د.دونالد ويلبر. وكالة المخابرات المركزية، تاريخ الخدمات السرية: الإطاحة برئيس الوزراء الإيراني مصدق. نشرته صحيفة نيويورك تايمز. يمكن الوصول إليه في موقع أرشيف الأمن القومي. المستند1، القسم1، "الخطوات الأولية" ص.3) كما خلصوا إلى وجوب تأرجح الرأي العام ضد مصدق مباشرة قبل بدء العملية، وأنه يجب مشاركة الخطة ومراجعتها مع الإيرانيين الذين سيساعدون في تنفيذها. للتأثير على رأي الجمهور، وضعت وكالة المخابرات المركزية خطة لفضح تعاون مصدق مع الاتحاد السوفيتي وإظهار زيف وطنيته. في 4أبريل1953، وافقت وكالة المخابرات المركزية على ميزانية قدرها مليون دولار لتستخدمها محطة طهران لغرض وحيد هو الإطاحة بمصدق. (د. دونالد ويلبر. وكالة المخابرات المركزية، تاريخ الخدمات السرية: الإطاحة برئيس الوزراء الإيراني مصدق. نشرته صحيفة نيويورك تايمز. يمكن الوصول إليه في موقع أرشيف الأمن القومي. الوثيقة 1، القسم1 "الخطوات الأولية" ص.3) بحلول يونيو1953، تم الانتهاء من الخطط التشغيلية وإرسالها للموافقة عليها. تمت الموافقة على الخطة التشغيلية من قبل البريطانيين (مديرSIS، ووزير الخارجية، ورئيس الوزراء) في 1يوليو1953، والولايات المتحدة (مدير وكالة المخابرات المركزية، ووزير الخارجية، والرئيس) في 11يوليو1953. بعد حوالي أسبوع، أجرت محطة طهران اتصالات مباشرة مع الجنرال زاهدي لإبلاغه بالخطط. (د. دونالد ويلبر. وكالة المخابرات المركزية، تاريخ الخدمات السرية: الإطاحة برئيس الوزراء الإيراني مصدق. نشرته صحيفة نيويورك تايمز. يمكن الوصول إليه في موقع أرشيف الأمن القومي. الوثيقة 1، القسم1 "الخطوات الأولية" ص.4)
أشارت الدراسة إلى أن التعاون السياسي بين شاه/الجنرال زاهدي، بدعم من أصول وكالة المخابرات المركزية المحلية والدعم المالي، يمثل احتمالًا قويًا للإطاحة بمصدق، ويوفر ضمانًا للدعم المادي والمالي لوكالة المخابرات المركزية، والذي وصفته وكالة المخابرات المركزية بنفسه بأنه «شبه قانوني»  حيث تملأ الغوغاء الشوارع وتجاهل أوامر مصدق. جزئياً بسبب هذا التقرير، بالإضافة إلى الخوف من الإطاحة بالحكومة الشيوعية والتوسع في المنطقة، سعت وكالة المخابرات المركزية إلى تجنب نفوذ حزب توده الشيوعي. أيضًا، فإن تعاون الشاه يعني أن إضفاء الشرعية على رئيس الوزراء الجديد والمختار سيحدث. ومع ذلك، ثبت أن ترسيخ تعاون الشاه شاق لوكالة المخابرات المركزية، لذلك ضغطوا على الشاه للامتثال لخطط الولايات المتحدة للإطاحة بمصدق. كان الهدف هو إقناع الشاه أنه سيكون من الأسهل اتباع الخطة بدلاً من محاربتها. كرر سفير الولايات المتحدة لدى إيران لوي دبليو هندرسون تردد الشاه في تسمية زاهدي كرئيس وزراء جديد، واقترح طرقًا تكتيكية لإقناع الشاه بالتعاون. (د.دونالد ويلبر. وكالة المخابرات المركزية، تاريخ الخدمات السرية: الإطاحة برئيس الوزراء الإيراني مصدق. نشرته صحيفة نيويورك تايمز. يمكن الوصول إليه في موقع أرشيف الأمن القومي. المستند1، القسم الرابع «تم اتخاذ القرارات: بدء النشاط» ص.18)
في حديثه عن تأثير الشيوعية السوفيتية في حزب توده، سلطت مذكرة وكالة المخابرات المركزية التي رفعت عنها السرية في سبتمبر1953 الضوء على التعاون بين حزب توده والاتحاد السوفيتي. تنص النقطة 6 من هذه المذكرة على أن «حزب توده يقوم الآن بطباعة الصحف في السفارة السوفيتية ثم يتم نقل الصحف بواسطة السيارات الدبلوماسية إلى أربعة مراكز توزيع من هذه النقاط، يتم إلقاء حزم في سيارات جيب غير مرخصة وتلقي بالحزم في الشوارع.»
أثبت حزب توده وعلاقاته بالحكومة السوفييتية إشكالية في صنع القرار في الولايات المتحدة لأسباب متعددة. في حين أن إدارة ترومان لم ترغب في خلق احتكاك مع الحليف الأساسي للولايات المتحدة ضد الاتحاد السوفيتي، بريطانيا العظمى، فقد خشيت أيضًا من الظروف الاقتصادية غير المستقرة في إيران التي قد تنجم عن انحياز الولايات المتحدة لبريطانيا. كما تعرضت المصالح النفطية الأمريكية للتهديد. أشارت مخابرات مجلس الأمن القومي إلى فكرة أنه إذا انحازت الولايات المتحدة صراحة إلى البريطانيين، فإن ذلك سيدفع الشعب الإيراني إلى الاقتراب أكثر من حزب توده ومصدق إلى مجال النفوذ السوفيتي على أمل أن يتمكن السوفييت من المساعدة في إنتاج وشراء المنتجات البترولية الإيرانية. خشيت وزارة الخارجية من تحالف بين مصدق الذي يتمتع بشعبية كبيرة والاتحاد السوفيتي لأنه سيوفر للسوفييت فرصة مثالية لاكتساب المزيد من النفوذ السياسي.
وبالمثل، واستناداً إلى تقارير عملاء ميدانيين تابعين لوكالة المخابرات المركزية، تخشى الولايات المتحدة من عواقب المزيد من التدهور للاقتصاد الإيراني إذا استمر مصدق في رفض النفوذ السوفيتي.اعتقدت وكالة المخابرات المركزية أن الظروف الاقتصادية السيئة المستمرة للبلاد وعدم رغبة مصدق أو عدم قدرته على حل مشاكل إيران الاقتصادية من شأنه أن يدفع الناس إلى الثورة ضد مصدق.إذا تحرك الشعب الإيراني ضدحكومته، لكان حزب توده قد أثبت أنه أكبر قوة سياسية منظمة في البلاد، وبالتالي، سيتم دفعه إلى دور سياسي أساسي.بالنظر إلى العلاقة الودية بين حزب توده والسوفييت، إذا سقط مصدق، فسيكون للسوفييت إمكانية الوصول المباشر إلى السيطرة السياسية أو النفوذ في إيران. لم يكن النفوذ والسيطرة السوفييتية في المنطقة مصدر إلهام للولايات المتحدة للتورط في الانقلاب البريطاني فحسب، بل كانت الولايات المتحدة تخشى أيضًا أن يؤدي التحرك نحو توده إلى زعزعة استقرار المنطقة وفي الوقت نفسه التسبب في علاقات الولايات المتحدة مع دول المنطقة.مما يؤدي إلى انخفاض كمية النفط المتوفر. ستسيطر الولايات المتحدة على حصة أكبر من إمدادات النفط الإيرانية نتيجة لتورطها في الانقلاب. في النهاية، لم ترغب الولايات المتحدة في أن يصبح الإيرانيون يائسين لدرجة أنهم سيكونون على استعداد للجوء إلى الدول الشيوعية للحصول على المساعدة. وافقت الولايات المتحدة على العملية التي حلم بها البريطانيون، وأمر العميد الأمريكي نورمان شوارزكوف الأب، ومعلم وكالة المخابرات المركزية كيرميت روزفلت الابن ببدء عملية سرية للإطاحة بمصدق. كانت العملية الناتجة مستوحاة من الخطةY، وهي خطة بريطانية برية وبحرية وجوية عام1951 عارضتها الولايات المتحدة في عهد ترومان. ناقشMI6 وCIA مرة أخرى خططًا لتدبير انقلاب في إيران عام1952 تحت اسم «عملية التمهيد». ومع ذلك، مع العلم بمعارضة الرئيس ترومان للخطة السابقة، تم إبقاء «عملية التمهيد» طي الكتمان بأمر من مدير وكالة المخابرات المركزية ألين دالاس.مع عمل كيرميت روزفلت جونيور كرئيس لقسم الشرق الأدنى وأفريقيا في وكالة المخابرات المركزية في عهد الرئيس المنتخب حديثًا أيزنهاور، تمت إعادة تسمية عملية التمهيد باسم عملية أجاكس وبدأت العمل. التقى ممثلون من كل من الولايات المتحدة وبريطانيا في بيروت لوضع اللمسات الأخيرة على تفاصيل الخطة، ودراسة. جوانب معينة مثل حالة المشهد السياسي في إيران.بالإضافة إلى أجاكس الذي تم وضعه خلال هذه الاجتماعات، كانت هناك خطة أخرى بعنوان «خطة أميني/قاشقاي» والتي كانت بمثابة نسخة احتياطية لها. بعد اجتماعات في بيروت، تم تسليم الخطة رسميًا إلى SIS وأعيدت صياغتها كمسودة نهائية في لندن. في 19يونيو1953، تم تقديم الخطة التشغيلية النهائية إلى واشنطن ووزارة الخارجية البريطانية للموافقة عليها، بعد أن تم الاتفاق عليها من قبل كيرميت روزفلت والمخابرات البريطانية.سترغب وزارة الخارجية في ضمان شيئين قبل منح الموافقة: أولاً، أرادت الولايات المتحدة ضمان تقديم مساعدة كافية للحكومة الإيرانية الخلف بحيث يمكن استمرار مثل هذه الحكومة حتى يتم التوصل إلى تسوية نفطية وثانيًا، ستقدم الحكومة البريطانية كتابيًا عزمها على التوصل إلى تسوية نفطية مبكرة مع الحكومة الخلف في إيران.
في 25يونيو1953، التقى كيرميت روزفلت في وزارة الخارجية مع كبار صانعي السياسة الخارجية لمناقشة الخطة النهائية لـأجاكس. على الرغم من أن الرئيس أيزنهاور لم يحضر، إلا أن مسؤولين آخرين فعلوا ذلك، بما في ذلك وزير الخارجية جون فوستر دالاس، وألين دالاس DCI، ووكيل وزارة الخارجية والتر بيدل سميث. بعد إحاطة روزفلت، وافق جميع المسؤولين على الخطة، لكن ألين دالاس ووالتر سميث أبدوا اهتمامًا أكبر. في 10 يوليو 1953، بدأت العملية بمرحلتها الأولى: التقى أسد الله رشيدان بالأميرة أشرف في منطقة الريفيرا الفرنسية. ومع ذلك، لم تكن الأميرة أشرف في البداية في باريس. وتأجل الاجتماع حتى 15 يوليو 1953، وأفادت الأنباء أن الأميرة أبدت عدم حماسها. (د. دونالد ويلبر. وكالة المخابرات المركزية، تاريخ الخدمات السرية: الإطاحة برئيس الوزراء الإيراني مصدق. نشرته صحيفة نيويورك تايمز. يمكن الوصول إليه في موقع أرشيف الأمن القومي. المستند 1، القسم الخامس «الضغط المتصاعد ضد الشاه» ص.23) بعد أن التقى بها وأشار إلى أن مصدق يشكل خطراً على إيران ويجب إقالته، لم تقتنع بالفكرة. أدى اجتماع مع «ممثلين رسميين» من محطة طهران بشكل مثير للفضول إلى انعكاس كامل في موقف الأميرة. عادت إلى طهران في 25 يوليو/تموز1953، وكما توقعت، خلقت «عودتها غير المصرح بها» «عاصفة حقيقية». لم يمنحها الشاه ومصدق الإذن بالعودة وشاركا في إحباطه من الموقف. (د.دونالد ويلبر. وكالة المخابرات المركزية، تاريخ الخدمات السرية: الإطاحة برئيس الوزراء الإيراني مصدق. نشرته صحيفة نيويورك تايمز. يمكن الوصول إليه في موقع أرشيف الأمن القومي. المستند 1، القسم الخامس «الضغط المتصاعد ضد الشاه» ص.23) نتيجة لذلك وافقت على لقاء شقيقها لمناقشة تنحية مصدق. لم تكن قادرة على إقناع شقيقها وغادرت في اليوم التالي.  في 26أغسطس1953، تمت كتابة مذكرة للإشادة بالعمل الذي قام به جون والر في شركة أجاكس. لقد تمسك بالخطة من البداية إلى النهاية وكتب فرانك أو. ويسنر المذكرة على أمل جذب الانتباه الإيجابي إلى جون والر. 
تم منح التفويض من قبل رئيس الوزراء ومدير الهيئة العامة للاستعلامات في 1يوليو1953. حصلت عملية أجاكس على تفويض من الرئيس ووزير الخارجية ومدير وكالة المخابرات المركزية في 11يوليو1953. في مذكرة إلى الرئيس حوالي أغسطس1953، قامت وزارة الخارجية بتفصيل سلوك الجنرال زاهدي والشاه، وكلاهما قادة إيران الحاليون في ذلك الوقت.فيما يتعلق بزاهدي، أفادت وزارة الخارجية أنه كان متحمسًا للمساعدة التي تلقتها الولايات المتحدة وكان حريصًا على استئناف العلاقات الدبلوماسية مع الولايات المتحدة. فيما يتعلق بالشاه، أفيد أنه شارك مشاعر مماثلة مع الزاهدي، مشيرًا إلى أنه إلى جانب المساعدة الاقتصادية السريعة، ستكون المساعدة العسكرية مفيدة أيضًا. بعد استنتاج ما إذا كانوا يستحقون الدعم أم لا، سيتعين على المسؤولين بعد ذلك تحديد الموارد التي سيخصصونها لهم. تم وضع تصور لعملية أجاكس وتنفيذها من السفارة الأمريكية في طهران.رأت حكومة الولايات المتحدة الحاجة إلى اتخاذ إجراءات سرية مع وكالة المخابرات المركزية.كان مجلس الأمن القومي قد قرر أن العمل السري هو أداة مشروعة لسياسة الولايات المتحدة. تم تقسيم وكالة المخابرات المركزية إلى مجموعتين متميزتين.كان أحدهما مسؤولاً عن دراسة الجانب العسكري للعملية.المجموعة الأخرى كانت مسؤولة عن مراحل الحرب النفسية في الخطة. تم تعيين الدكتور دونالد ويلبر مسؤولاً عن الدعاية، وتلقى مساعدة من مجموعة فنية تابعة لوكالة المخابرات المركزية.
احتوت عملية أجاكس على أربعة مكونات. كانت الأولى عبارة عن حملة دعائية ضخمة تهدف إلى تدمير اسم مصدق واتهامه بالانتماءات الشيوعية (على الرغم من أنه كان ديمقراطيًا مشهورًا). إحدى الدعاية التي قامت بها وكالة المخابرات المركزية الأمريكية صورت مصدق على أنه ديكتاتور شمولي كامل بشبكة تجسس سرية لتخويف خصومه السياسيين وحلفائه على حد سواء. حاولت هذه الدعاية تصوير مصدق على أنه رجل مجنون، وديكتاتور يتعاطف مع السوفييت والمتعاطفين مع الشيوعية، وعدوًا لأمته (مع تداعيات الفساد وأخذ الأموال من مالكي الأراضي المحليين). كما ربطت الوثيقة مصدق بالمشاعر المعادية للإسلام. ومن الدعاية الرئيسية الأخرى قيام كبار المسؤولين الأمريكيين بالإدلاء بتصريحات رسمية مفادها أن الولايات المتحدة لن تقدم أي مساعدة اقتصادية وشيكة لمصدق وإيران. وهذا من شأنه أيضاً أن يقضي على الوهم بأن الولايات المتحدة تدعم نظامه. لا تزال هناك وثائق أخرى تحتوي على مشاعر مناهضة لمصدق من وكالة المخابرات المركزية حاولت تصويره على أنه تهديد للأخلاق الحميدة والسمعة الدولية للشعب الإيراني، وألقت باللوم على «الديكتاتور» وتحالفه مع حزب توده السوفيتي في تنامي «الوقاحة». مع اعتناقهم الحب الذي يكنّه للأجانب لإيران وشعبها. على الرغم من أن هذه الوثيقة الأخيرة لم تذكر سوى القليل من الأمريكيين وركزت على دول أخرى (أي فرنسا وألمانيا وإنجلترا)، كانت المشاعر الأمريكية المعادية للسوفيات حاضرة في إدانتها لحزب توده السوفيتي وتشبيهه للديكتاتور الإيراني بالبلاشفة.
العنصر الثاني كان تشجيع الاضطرابات داخل إيران. أشار تقرير أصدرته وكالة المخابرات المركزية بخصوص نتائج عملية أجاكس إلى أن القوميين والشيوعيين «ساعدوا عن غير قصد قضيتنا من خلال محاولاتهم المبكرة للترويج لحكومة جمهورية». قدمت وكالة المخابرات المركزية الكثير من تشجيعها من خلال الدفع للمواطنين لإحداث الفوضى.استأجرت كيرميت روزفلت حشدًا من المواطنين الإيرانيين للعمل كغوغاء مشاغبين في طهران. بمبلغ 50.000دولار، صدرت تعليمات للحشد بمهاجمة المساجد وصور الشاه تحت واجهة دعم مصدق لربط الزعيم بالجماعات المناهضة للإسلام والشيوعية. لكن رئيس أركان مصدق، اللواء تقي الرياحي، أُبلغ بجميع تفاصيل المؤامرة في 15أغسطس1953، لكنه قرر البقاء في منزله مع الجبهة الوطنية.(د.دونالد ويلبر. وكالة المخابرات المركزية، تاريخ الخدمات السرية: الإطاحة برئيس الوزراء الإيراني مصدق.نشرته صحيفة نيويورك تايمز. يمكن الوصول إليه في موقع أرشيف الأمن القومي. المستند1، القسم السادس «المحاولة الأولى» ص.39-40) في 19أغسطس1954، تم إرسال نفس الغوغاء الذين استأجرتهم وكالة المخابرات المركزية للتقدم في مسيرة إلى منزل مصدق بالسكاكين والهراوات والعصي وأسلحة أخرى.وذكرت التقارير أن مصدق كان محصوراً في منزله وأن السبيل الوحيد للخروج هو التسلق فوق جدار الحديقة.كما ورد أنه كان في المنزل وقت الهجوم وأنه لجأ إلى منزل أحد الجيران.لقي أكثر من 300شخص مصرعهم في هذا الهجوم الذي نظمته وكالة المخابرات المركزية، وعثر على بعضهم مع دولارات لا تزال في جيوبهم. وقد تم الطعن في هذا الرقم أيضًا، حيث أشار تقرير بريطاني في عام1953 إلى أن عدد الجرحى يبلغ 300جريح و 50قتيلًا. دعاية أخرى لوكالة المخابرات المركزية ركزت على الكبرياء القومي الإيراني.وزعمت نحن الإيرانيين فخورون بثقافتنا وسمعتنا في الخارج ثم واصلت تصوير مصدق على أنه تهديد لهذا مصدر الفخر.
العنصرالثالث كان الضغط على الشاه لاختيار رئيس وزراء جديد ليحل محل مصدق.اندلعت عودة الشاه ونهاية مصدق من جانبين سياسيين.تسببت التوترات بين الجانبين السياسيين في حدوث هذه النتيجة. تشير مذكرة لوكالة المخابرات المركزية الأمريكية من كيرميت روزفلت إلى أن عملاء وكالة المخابرات المركزية ربما قاموا برشوة أعضاء في البرلمان الإيراني لإجراء تصويت بحجب الثقة عن قيادة مصدق.
ودعا العنصر الأخير إلى دعم زاهدي كرئيس وزراء بديل لمصدق. مذكرة من القائم بأعمال رئيس قسم الشرق الأدنى وأفريقيا، أصدرتها وكالة المخابرات المركزية في عام2012، توضح تورط المخابرات الأمريكية في «أنشطة مناهضة لتوده» بدعم من زاهدي. تكشف الوثيقة أن زاهدي والولايات المتحدة تتبعا بنشاط المعلومات المؤيدة لحزب توده التي يتم توزيعها في إيران بالإضافة إلى وجود شبكات توده.
تم تنفيذ عملية أجاكس في العام التالي، على الرغم من أنها لم تنجح في البداية. في 16أغسطس1953، فر شاه إيران إلى بغداد بعد محاولة فاشلة للإطاحة برئيس الوزراء مصدق.وقيل إن هذه المهمة الفاشلة حدثت لأن مصدق علم بالخطة من خلال تسريب، على الأرجح من حزب توده، واتخذ رد فعل فوري للاحتجاج على الخطة. كان كيرميت روزفلت من أكثر الشخصيات نفوذاً في هذا الانقلاب، حفيد الرئيس السابق ثيودور روزفلت، ورئيس عمليات وكالة المخابرات المركزية في الشرق الأوسط. بالتعاون مع وزارة الخارجية، كان لدى وكالة المخابرات المركزية مقالات مزروعة في الولايات المتحدة ولكن عند إعادة إنتاجها في إيران، كان لها تأثيرات نفسية في إيران وساهمت في الحرب.
بالإضافة إلى الدعاية الداخلية، عملت وكالة المخابرات المركزية أيضًا على التأكد من أن حكومة الولايات المتحدة تنأى بنفسها علنًا عن حكومة مصدق من أجل حماية صورتها في عدم التورط. تم القيام بذلك لتثبيط مصدق وتشجيع المعارضة العلنية للحكومة. كانت الرسالة التي بعثها الرئيس أيزنهاور إلى مصدق استجابة لدعوته للولايات المتحدة للحصول على مساعدات اقتصادية، بسبب عدم موافقته على صفقة النفط البريطانية، أبرز مثال على كيف أثار هذا الجهد غضبًا شعبيًا من الحكومة.كتب أيزنهاور أن «فشل إيران والمملكة المتحدة في التوصل إلى اتفاق بشأن التعويض قد أعاق حكومة الولايات المتحدة في جهودها لمساعدة إيران». وبحسب تقارير وكالة المخابرات المركزية الأمريكية، فقد نجح ذلك في إضعاف موقف مصدق، وقلب الإعلام والبرلمان والجمهور ضده. اعتقد الشاه أن أي تأخير في إعدام مصدق سيؤدي إلى رد أنصاره. كما زادت وكالة المخابرات المركزية من حملتها الدعائية لربط مصدق بالشيوعيين.في محاولة لانقلاب ثان، بدأت وكالة المخابرات المركزية برشوة مسؤولي الجيش والشرطة.
استخدم روزفلت أول انقلاب فاشل ونزوح الشاه لصالحه. باستخدام 50 ألف دولار، قام برشوة العديد من المتظاهرين للتظاهر كما لو كانوا شيوعيين. دمروا وشوهوا الممتلكات العائدة للشاه. أصيب كثير من الإيرانيين «بالصدمة والغضب» من حقيقة إجبار الشاه على مغادرة إيران بعد محاولة الانقلاب الفاشلة. في 19أغسطس1953، بدأ المتظاهرون المؤيدون للشاه في الاحتجاج في قسم البازار بطهران. كما ستنضم إليهم وحدات الجيش الموالية للشاه. بحلول فترة ما بعد الظهر، كان هؤلاء المتظاهرون ووحدات الجيش قدسيطروا على جزء كبير من طهران. على وجه الخصوص، اعتبرت إذاعة طهران واحدة من أهم الأولويات في المدينة من قبل وكالة المخابرات المركزية: «كان راديو طهران الهدف الأكثر أهمية، لأن الاستيلاء عليه لم يحكم النجاح في العاصمة فحسب، بل كان فعالاً في جعل مدن المحافظات تتماشى بسرعة مع الحكومة الجديدة». سمح الاستيلاء النهائي على الإذاعة لزاهدي بإعلان نفسه رئيسًا للوزراء، وبحلول نهاية 19أغسطس، كان لديه سيطرة فعلية على الأمة. كما انخرطت الصحف بشكل كبير في تداول رسالة زاهدي.يذكر التاريخ الداخلي للانقلاب الذي قامت به وكالة المخابرات المركزية أن الفرمان (تعديل ملك من الشرق الأدنى) الذي أطلق على زاهدي رئيس وزراء تم تداوله في العديد من الصحف في جميع أنحاء طهران، إلى جانب مقابلة كانت مزورة قيل فيها، بشكل خاطئ، أن زاهدي كان لديه أعلن حكومته الشرعية الوحيدة.
لتلقي زاهدي المساعدة المالية التي كان في أمس الحاجة إليها، وفرت وكالة المخابرات المركزية خمسة ملايين دولار في غضون يومين من تولي زاهدي السلطة.بعد عدة محاولات وإنفاق أكثر من 7ملايين دولار، تم الانتهاء من عمليات الإطاحة بمصدق. طبق زاهدي الأحكام العرفية على الفور وبدأ في إعدام القادة الوطنيين. نجا مصدق من الإعدام بقضائه ثلاث سنوات في الحبس الانفرادي.بعد ذلك، ظل قيد الإقامة الجبرية حتى وفاته عام1967. في سبتمبر بعد الانقلاب، بدأت حكومة الزاهدي في عزل مسؤولي حزب توده من الحكومة. أجبر هذا الحزب على العمل السري ومحاولة تشكيل ائتلاف موالي للمصدق. كان الانقلاب في إيران أول عملية انقلاب ناجحة لوكالة المخابرات المركزية. تلقى العديد من الأشخاص المتورطين في الانقلاب الثناء. وشمل ذلك جون والر، الذي أدار الانقلاب في مقر وكالة المخابرات المركزية، والذي وصف بأنه "إلى حد كبير"، لعب دورًا مركزيًا في نجاح الانقلاب. أصبح نموذجًا للعمليات السياسية السرية المستقبلية على الأراضي الأجنبية. تمت إزالة مصدق من السلطة وتم تقسيم حصص النفط الإيرانية بين البريطانيين والفرنسيين والولايات المتحدة لاتفاقية مدتها 25عامًا معادلة لإيران بنسبة 50٪ من أرباح النفط. حصلت بريطانيا على 40٪ من أسهم النفط، وحصلت شركة النفط الهولندية، وشل على 14٪، وحصلت CFP الفرنسية على 6٪، وحصلت الولايات المتحدة على 40٪ المتبقية. بحلول عام1953، نصبت الولايات المتحدة ديكتاتورًا مواليًا للولايات المتحدة، هو الشاه محمد رضا بهلوي. نظرًا لأن وكالة المخابرات المركزية اعتبرت هذا بمثابة فوز للإطاحة برئيس الوزراء، فقد خلقت أيضًا المزيد من المشاكل التي سيتعين على الولايات المتحدة التعامل معها لاحقًا. على مدى العقود التالية، زاد الشاه من القوة الاقتصادية لإيران، لكنه قام أيضًا بقمع المعارضة السياسية. لقد أنجز ذلك من خلال استخدام قوة الشرطة السرية المعروفة باسم سافاك، والتي ساعد في إنشائها عبر وكالة المخابرات المركزية والموساد. اتهم الكثيرون الشاه بمحاولة التخلص من الإسلام، على الرغم من حقيقة أن أكثر من 90٪ من سكان البلاد مسلمون. أدى هذا في النهاية إلى ظهور الإسلام السياسي في إيران. قالت وزيرة الخارجية مادلين أولبرايت في خطاب ألقته يوم 17آذار (مارس) 2000 أمام المجلس الأمريكي الإيراني بشأن تخفيف العقوبات الأمريكية على إيران: "في عام1953، لعبت الولايات المتحدة دورًا مهمًا في تنظيم الإطاحة برئيس الوزراء الإيراني الشعبي، محمد مصدق. تم الإعلان عن دليل إضافي على تورط الولايات المتحدة في 19مارس2013، الذكرى الستين للإطاحة، عندما نشر جهاز الأمن القومي مؤخرًا وثائق رفعت عنها السرية كانت لدى وكالة المخابرات المركزية بشأن الانقلاب. على الرغم من أن وكالة المخابرات المركزية ادعت قبل ذلك أن جميع الوثائق حول عام1953 قد تم إتلافها أو فقدها في الستينيات بسبب نقص مساحة التخزين، فقد قيل إن خزائن حاملي السجلات كانت ممتلئة للغاية. مع نشر جهاز الأمن القومي لوثائق رفعت عنها السرية، كان من الصعب رؤية إلى أي مدى لعبت بريطانيا دورًا في الانقلاب. في حين أن العديد من الوثائق قد حذفت فقرات أخفت دور البريطانيين، كان هناك بعضها لا يمكن إخفاءها. اثنان من المراجع التي رفعت عنها السرية وضعاهم متورطين في الانقلاب. كان أحدها اعترافًا رسميًا من قبل كل من الولايات المتحدة والمملكة المتحدة بأن الأساليب العادية والعقلانية للاتصال والتجارة الدولية قد فشلت. كان الميل الثاني لتدخل بريطانيا هو إصرار وزارة الخارجية على أنه إذا استمر الانقلاب، فسيتعين على لندن أن تقدم "التزامًا حازمًا" لتكون "مرنة" بشأن أي تسوية نفطية مستقبلية مع "الحكومة الجديدة". كما نعلم الآن، فإن تورط وكالة المخابرات المركزية في الإطاحة برئيس الوزراء واستبداله بالشاه لا يزال موضع تساؤل بين الكثيرين حول من المسؤول الحقيقي. في مقال نُشر في عدد يوليو/تموز/أغسطس2014 من مجلة فورين أفيرز للمحلل الإيراني البارز راي تاكيه، كان هذا هو الأحدث في سلسلة من التحليلات لعلماء مرموقين خلصوا إلى أن الإيرانيين، وليس وكالة المخابرات المركزية أو المخابرات البريطانية، هم المسؤولون الأساسيون. الرابط التالي هو من يوميات الرئيس أيزنهاور حيث يتحدث عن انقلاب مصدق في الصفحتين10و11.
تم إنشاء الخطة التشغيلية من انحراف الافتراضات، والتي تم الاتفاق عليها من قبل وكالة المخابرات المركزية و SIS. كان عدد قليل من هذه الافتراضات 1) أنه سيتم إقناع الشاه باتخاذ إجراء ما إذا تم الضغط عليه، 2) سيفوز زاهدي بتأييد المناصب الرئيسية بدعم ودعم الشاه، و 3) الرتبة وملف الجيش يختار الشاه على مصدق إذا واجه الاختيار. تم تحدي هذه الافتراضات من قبل السفير الأمريكي ووزارة الخارجية. وكان من «غير الواقعي الاعتقاد بأن الشاه سيرعى انقلاباً يدعمه جيش». على الرغم من أن الكثيرين كانوا على خلاف مع هذه الافتراضات، إلا أن العمل القوي والإيجابي هو الذي يجعل هذه الافتراضات تتحقق. لم يكن نجاح الخطة الموضوعة في تنفيذ العملاء للأوامر، ولكن بامتلاكهم «القلب والروح» ليؤمنوا بالعملية. بعد نجاح الانقلاب، اختار الشاه محاكمة رئيس الوزراء السابق مصدق وحكم عليه بالإعدام. ومع ذلك، لم يكن متأكدًا من كيفية المضي قدمًا في المحاكمة وما إذا كان يجب إبعاد مصدق على الفور من إيران أو إعدامه. مع انتهاء المحاكمة، أراد الشاه منع أي تأخير في عقوبة مصدق لأنه كان يخشى أن يسمح لمصدق توده بشن هجوم مضاد. وبسبب هذا قرر الشاه إعدام مصدق على الفور. لكن هذا لم يمنع توده من شن هجوم. أبلغت وكالة المخابرات المركزية الشاه أن حزب توده سيهاجم في وقت ما خلال الثلاثين يومًا القادمة.
بالإضافة إلى مخاوف الشاه بشأن الدعم القوي لمصدق، كان التوحيد السياسي للحكومة الجديدة في عهد الزاهدي هشًا.وفقًا لمذكرة كيرميت روزفلت، كان لدى زاهدي خلاف حاد مع حسين مكي في تقرير ما إذا كان ينبغي عقد الجلسة الرسمية للمجلس أم لا.حتى أن زاهدي هدد بإطلاق النار على مكي إذا أقنع عضو المجلس بحضور جلسة مجلس الشيوخ.
على الرغم من أن الولايات المتحدة وبريطانيا لعبت دورًا رئيسيًا في الإطاحة بمصدق، فقد كان هناك العديد من التحليلات اللاحقة من قبل علماء مرموقين استنتجوا أن الإيرانيين كانوا مسؤولين بشكل أساسي.

### شكر وتقدير من الولايات المتحدة
على الرغم من أن عامة الناس قد علموا لبعض الوقت بتورط الولايات المتحدة في الانقلاب الذي أدى إلى رحيل مصدق، إلا أن الولايات المتحدة اعترفت بذلك علنًا بعد حوالي 60عامًا في عام2013. استغرق إقناع وكالة المخابرات المركزية برفع السرية عن الوثائق التي تعترف بالانقلاب ومشاركته قدرا كبيرا من الجهد. على سبيل المثال، كان على محفوظات NSA رفع دعوى قضائية ضد وكالة المخابرات المركزية في عام1999في محاولة لرفع السرية عن الوثائق.في البداية، كانت وكالة المخابرات المركزية على استعداد فقط لإطلاق جملة واحدة من أكثر من 200صفحة من الوثائق التي أعقبت الدعوى. في البداية، استخدمت وكالة المخابرات المركزية حجة محاولة حماية الأمن القومي، ولكن بعد عام1991وانهيار الاتحاد السوفيتي، تغير موقفها.أصبحت وكالة المخابرات المركزية أكثر انفتاحًا على رفع السرية عن الوثائق، لكنها لا تزال تستغرق وقتًا طويلاً للقيام بذلك، على الرغم من أن أرشيف وكالة الأمن القومي يجادل بأنه سيكون هناك حد أدنى من التهديد للأمن القومي بالنسبة لوكالة المخابرات المركزية لإطلاق هذه الوثائق. جاء اعتراف الولايات المتحدة على شكل تفريغ بيانات للعديد من التقارير التي رفعت عنها السرية والتي تم استخدامها أثناء التخطيط للانقلاب وتنفيذه.كُتب بعد وقت قصير من وقوع الانقلاب، ويعتبر التقرير الأكثر شمولاً واكتمالاً عن عملية أجاكس.

يلخص الدكتور ويلبر المنطق الذي استخدمته الولايات المتحدة للتدخل في إيران
«إيران غير قادرة على التوصل إلى تسوية نفطية مع الدول الغربية المهتمة، وكانت تصل إلى مرحلة خطيرة ومتقدمة من التمويل غير المشروع والعجز في ضوء هذه العوامل، قدر أن إيران كانت في خطر حقيقي من الوقوع وراء الستار الحديدي.إذا حدث ذلك فسيعني انتصار السوفييت في الحرب الباردة وانتكاسة كبيرة للغرب في الشرق الأوسط.لم يتم العثور على أي إجراء علاجي بخلاف خطة العمل السرية الموضحة أدناه لتحسين الوضع القائم».
أوضح دونالد ويلبر، حتى الآن، كيف تم تصور وتنفيذ خطة الإطاحة بمصدق.
- مارس1953: بدأت وكالة المخابرات المركزية بصياغة خطة يمكن استخدامها من خلال العمل السري للإطاحة بمصدق.
- 16 أبريل 1953: تم الانتهاء من «العوامل المتورطة في الإطاحة بمصدق».
- أبريل 1953: تقرر أن «وكالة المخابرات المركزية يجب أن تجري العملية المتوخاة بالاشتراك مع المخابرات البريطانية السرية».[58]
- 3 يونيو1953: وصل السفير الأمريكي لوي ويسلي هندرسون إلى الولايات المتحدة وتم استشارته بخصوص «نية وكالة المخابرات المركزية في تصميم وسائل سرية لتحقيق الأهداف والأهداف».
- 10 يونيو1953: اكتملت الخطة.
- 14 يونيو1953: قام كيرميت روزفلت وروجر جويران واثنان من مسؤولي التخطيط في وكالة المخابرات المركزية بإجراء تغييرات طفيفة على الخطة وتقديمها إلى SIS في لندن.
- 19 يونيو1953: قدمت الخطة التشغيلية النهائية لألين دالاس، مدير وكالة المخابرات المركزية.
- منتصف يوليو 1953: وافق رئيس الولايات المتحدة على أجاكس.
- 16 أغسطس1953: فشلت المحاولة الأولى لسحب أجاكس بعد أن طغت القوات المسلحة المتفوقة التي لا تزال موالية لمصدق على الجنود الموالين للشاه.
- 19 أغسطس1953: اندلعت مظاهرة ثانية مؤيدة للشاه، وانتهت في النهاية باختباء مصدق بينما أعلن زاهدي أن الحكومة هي حكومته.

## استطلاع اتحاد الجمهوريات الاشتراكية السوفياتية
خلال الحرب الباردة في الستينيات والسبعينيات من القرن الماضي، استخدمت وكالة المخابرات المركزية تحالفها مع الحكومة الإيرانية للحصول على ميزة على نظيراتها السوفيتية في المطارات الإيرانية والمجال الجوي وأصول القوات الجوية للقيام بمهام استطلاع جوية عدوانية على طول حافة الحرب. الأراضي السوفيتية ودول حلف وارسو في مشروع الجين المظلم. كانت الميزة المكتسبة على نظرائهم السوفييت حاسمة في الطلعات الجوية شبه اليومية التي تم إجراؤها بالقرب من حدود الاتحاد السوفيتي ودول حلف وارسو. يوجد أدناه خريطة لاتحاد الجمهوريات الاشتراكية السوفياتية مظللة باللون الأخضر. يمكنك أن ترى دول الشرق الأوسط المتاخمة لأقصى دول الاتحاد السوفيتي الجنوبي، مما يساعدنا على تحديد دوافع هوس الولايات المتحدة ومجتمع المخابرات الأمريكية بدول مثل إيران. من خلال السماح للجيش الأمريكي وقوات التجسس بالانتشار في شمال إيران، سيضمن ذلك تقليل احتمالية العمليات الانتحارية ومجال جوي أكثر صداقة. وقد ساعد ذلك في تقليل عدد الطيارين والأفراد الذين قتلوا في المعركة إلى الحد الأدنى. خلال السبعينيات، حافظت إيران على علاقة جيدة مع الولايات المتحدة، مما سمح للولايات المتحدة بتركيب تكنولوجيا رادار بعيدة المدى وإنشاء مراكز استماع تمكن الولايات المتحدة من مراقبة الأنشطة في الاتحاد السوفيتي.
معلومات من KGB اتحاد الجمهوريات الاشتراكية السوفياتية إلى الإدارة الدولية لـ CC CPSU، 10 أكتوبر 1979. "القيادة الإيرانية للأمن الخارجي للبلاد" "بحسب معلومات الكي جي بي، عُقد في آب/أغسطس في طهران اجتماع سري بمشاركة ممثلين عن رئيس الوزراء ووزارتي الخارجية والداخلية والاستخبارات والعمليات.إدارات هيئة الأركان العامة والدرك والشرطة التابعة لهيئة الأركان العامة وأركان "فيلق المدافعين عن الثورة" بهدف دراسة القضايا التي تمس أمن إيران. لوحظ أن الاتحاد السوفياتي والولايات المتحدة، اللذان لهما مصالحهما الخاصة في هذه المنطقة، قلقان من انتصار الثورة الإسلامية في إيران، وافتراضًا أن الولايات المتحدة قد تلجأ إلى تهديد عسكري مباشر وفرض حصار.لكن في حالة عدم قيام إيران بخطوات حادة تضر بالولايات المتحدة وتعيق اختراق السوفييت، فإن هذا سيخفف من موقف الولايات المتحدة. توصل المشاركون في الاجتماع، في تقييمهم لسياسة الاتحاد السوفيتي فيما يتعلق بالنظام الإيراني، إلى نتيجة مفادها أنه بقدر ما سيؤدي تعزيز الجمهورية الإسلامية إلى إضعاف مكانة النظام في أفغانستان، فإن ذلك سيكون له تأثير معين على المسلمين.الجمهوريات في الاتحاد السوفياتي وستكون "عقبة في طريق اختراق الشيوعية في المنطقة"، ولن يبتعد "الاتحاد السوفيتي" عن الصراع الأيديولوجي والجهود المبذولة لتولي السلطة في إيران حكومة يسارية ".تم التأكيد على أنه بهدف إضعاف النظام الإسلامي، قد ينظم الاتحاد السوفياتي نشاطًا "استفزازيًا" بين أكراد إيران، الأذريين، التركمان، البلوش، دعم القوات اليسارية، خلق صعوبات اقتصادية، اللجوء إلى التهديد العسكري على أساس اتفاق 1921. وأشير إلى أن أفغانستان ليست في وضع يمكنها من القيام بأعمال عسكرية ضد إيران. ومع ذلك، لا يتم استبعاد النزاعات الحدودية.إضافة إلى ذلك، فإن أفغانستان بحاجة إلى مساعدة اقتصادية من إيران، الأمر الذي قد يلين موقفها.كما تم تحليل مواقف العراق وتركيا وباكستان والمملكة العربية السعودية". استنادًا إلى الملاحظات البحثية التي تم أخذها في مركز الحفاظ على التوثيق المعاصر (موسكو)، خلفية 5، وصف76، ملف1355، صفحه17-20.

## دعاية وكالة المخابرات المركزية
في محاولة لتقويض رئيس الوزراء مصدق وتمهيد الطريق لانقلاب، استخدمت وكالة المخابرات المركزية الدعاية لتقويض شخصية رئيس الوزراء مصدق. في مذكرة غير مؤرخة، تظاهر أحد مؤلفي وكالة المخابرات المركزية بأنه مواطن إيراني شعر بخيبة أمل من سياسات مصدق. وأوضح الكاتب أن الغرب ينظر إلى الشعب الإيراني على أنه شعب ودود ومسالم. لكن الكاتب أوضح أنه منذ تحالف مصدق مع حزب توده الشيوعي، أصبح الشعب الإيراني صاخبًا وغير متسامح مع الأجانب، ووصل إلى حد «إلقاء مادة الحامض على زوجة السفير الأرجنتيني». ألقت القطعة اللوم على مصدق وادعت أنه أفسد الشعب الإيراني. استخدم المؤلف لغة قوية في الوثيقة، ووصف مصدق بأنه «ديكتاتور» وحث الإيرانيين على «التوقف عن التصرف مثل البلاشفة».
وفي مذكرة ثانية، هاجم صاحب البلاغ مرة أخرى شخصية مصدق، مدعياً أن ادعاءها بأنه «منقذ إيران» يتعارض مع أفعاله.وزعم المؤلف أن مصدق استخدم الأموال التي حصل عليها من أصحاب الأراضي لتقويض من ساعدوه في الماضي. وزعمت المذكرة أن مصدق لا يريد إنقاذ إيران، بل أراد إنقاذ «دكتاتورية» إيران من خلال تحالفها مع حزب توده الشيوعي.
أظهرت الدعاية التي نشرتها وكالة المخابرات المركزية أن المنظمة أرادت تغيير الرأي العام حول مصدق لجعل تنصيب زاهدي أكثر شعبية لدى الشعب الإيراني. من خلال خلق الدعاية التي بدت لصالح ومن قبل المواطنين الإيرانيين، كان لدى وكالة المخابرات المركزية فرصة أفضل للتأثير على آراء المواطنين الإيرانيين الفعليين. كما رسمت الدعاية صورة سلبية للسوفييت وربطت مصدق بالبلاشفة.
ورداً على اعتداءات 11أيلول (سبتمبر)2001 الإرهابية؛ شعرت الولايات المتحدة كما لو كان هناك سوء فهم أساسي لسياساتها في الشرق الأوسط. شعرت إدارة بوش كما لو أن نهاية الحرب الباردة أدت إلى تضاؤل الدبلوماسية العامة، مما تسبب في تنشيط محاولات الدعاية في الشرق الأوسط من قبل الولايات المتحدة من خلال حملة أكثر حزماً للترويج الذاتي.
في عام1983، مررت وكالة المخابرات المركزية قائمة واسعة من الشيوعيين الإيرانيين وغيرهم من اليساريين العاملين سراً في الحكومة الإيرانية إلى إدارة الخميني. ولاحظ تقرير لجنة البرج في وقت لاحق أن القائمة استخدمت لاتخاذ «إجراءات، بما في ذلك الإعدام الجماعي».

## قضية إيران كونترا
بدءًا من أغسطس1984، كانت مجموعة صغيرة داخل الحكومة الأمريكية تتكون أساسًا من اللفتنانت كولونيل (المتقاعد.) رتب أوليفر نورث، وزير الدفاع كاسبار وينبرغر، ومستشار الأمن القومي جون بويندكستر، في قضية إيران كونترا، النقل غير المباشر للأسلحة إلى إيران في حربها الطويلة ضد عراق صدام حسين، في الالتفاف على بولاند. التعديلات. كان الهدف من هذه التعديلات منع إنفاق الأموال الأمريكية لدعم نيكاراغوا الكونترا. نظرًا لأن صفقة الأسلحة مقابل الرهائن التي أبرمتها إدارة ريغان حولت الأموال إلى الكونترا في حربهم الأهلية ضد المجلس الساندينيستا في نيكاراغوا، فقد نص التفسير القانوني في ذلك الوقت على أن وكالة المخابرات المركزية، كمنظمة، لا يمكنها المشاركة في إيران-كونترا.
العلاقات، أولاً لتجنب قيود تعديل بولاند، ولكن أيضًا من أجل الأمن التشغيلي، لم تقدم أو تبيع أسلحة أمريكية مباشرة إلى إيران.وبدلاً من ذلك، سمحت إدارة ريغان لإسرائيل ببيع ذخائر لإيران، باستخدام سمسار الأسلحة الإيراني المتعاقد معه مانوشير غربانيفار. عائدات المبيعات، مخصومًا منها نسبة 41٪ التي فرضها غربانيفار بسعر غير مقبول لإيران، ذهبت مباشرة إلى الكونترا. لم يتم تفسير هذه العائدات على أنها أموال أمريكية. أعادت الإدارة تزويد إسرائيل، وهو أمر غير قانوني، بذخائر حلت محل تلك التي نُقلت إلى إيران.
بينما كان مدير المخابرات المركزية(DCI) وليام كيسي منخرطًا بعمق في إيران كونترا، أدار كيسي، ضابط العمليات السرية في مكتب الخدمات الإستراتيجية للحرب العالمية الثانية (OSS)، عملية إيران مع أشخاص من خارج وكالة المخابرات المركزية، مثل البيت الأبيض/مسؤولو مجلس الأمن القومي مثل جون بويندكستر وأوليفر نورث، بالإضافة إلى أفراد العمليات الخاصة المتقاعدين مثل جون ك.سينجلاوب وريتشارد سيكورد.
تفاقمت الفضيحة في نهاية المطاف بسبب فشل الولايات المتحدة في إخفاء تسليمها أسلحة للإيرانيين.كان الهدف الرئيسي للمهمة السرية لكوريا الشمالية هو تسليم ثمانمائة صاروخ قديم على طائرة إل أل 747 إلى لشبونة حيث سيتم نقلها بعد ذلك إلى طائرة نيكاراغوا مؤمنة من قبل اللواء ريتشارد سيكورد بالقوات الجوية الأمريكية.كان دور سيكورد في المهمة هو نقل الصواريخ إلى طهران. عمل مسؤولو وكالة المخابرات المركزية، وعلى الأخص دوان كلارريدج، على مدار الساعة في تأمين طريقة أفضل للتسليم.في أواخر نوفمبر 1985، تم تأمين طائرة سيا707 من فرانكفورت لتسليم ثمانية عشر صاروخًا من طراز HAWK للإيرانيين يوم الاثنين 25نوفمبر.تطلبت الخطة دليلاً على الدعم الرئاسي، والذي، نظرًا لتوقيت الأحداث، تطلب توقيعًا بأثر رجعي يخول «توفير المساعدة من قبل وكالة المخابرات المركزية للأطراف الخاصة في محاولتهم للحصول على إطلاق سراح الأمريكيين المحتجزين كرهائن في الشرق الأوسط.»  تم التوقيع على الوثيقة من قبل ريغان في 5ديسمبر1985.
وجدت الولايات المتحدة مذنبة بانتهاك القانون الدولي من قبل محكمة العدل الدولية في قضية 1986نيكاراغوا ضد الولايات المتحدة، لكنها رفضت المشاركة أو دفع التعويضات التي أمرت بها المحكمة. أفاد كريستيان ميكستر، المحامي في مكتب المستشار المستقل، أن الرئيس ريغان كان على علم بكل صفقة أسلحة مع إيران.ومع ذلك، سيكون من الصعب محاكمة ريغان لأن قانون الأمن القومي لعام1947 يمكن أن يلغي قانون مراقبة تصدير الأسلحة. شعر ريغان أنه يستطيع الإجابة عن الأسئلة المتعلقة بالأفعال غير القانونية ولكن ليس بشأن ضياع فرصة تحرير الرهائن.

## أسلحة إيران مقابل رهائن
في عام1986، بدأ وزير الخارجية جورج شولتز ومساعده التنفيذي م.تشارلز هيل التحضير لاجتماعهما مع الرئيس بخصوص أفكار إعادة القوات إلى الوطن. تم الكشف لاحقًا من خلال ملاحظات هيل أن الرئيس ريغان أظهر استعدادًا لخرق القانون لإعادة القوات الأمريكية كرهائن في الشرق الأوسط إلى موطنها الولايات المتحدة.توضح ملاحظات هيل أيضًا النظرة القاتمة له ولشولتز بشأن الوضع، مشيرة إلى «لقد هاجمنا سياستنا في الشرق الأوسط يبدو أننا انتهكنا قوانيننا الخاصة هناك جو يشبه ووترجيت هنا» نقلت الوزيرة شولتز عن الرئيس ريغان قوله: «يمكنهم عزلني إذا أرادوا».

## تحليل الذكاء
جمهورية إيران الإسلامية، أو المعروفة أكثر باسمها المختصر إيران، وُصفت بأنها منطقة مشكلة في تقرير فبراير2005 من قبل بورتر جوس، مدير وكالة المخابرات المركزية آنذاك، إلى لجنة المخابرات بمجلس الشيوخ. وفي مطلع شباط (فبراير)، أعلن المتحدث باسم المجلس الأعلى للأمن القومي الإيراني علنا أن إيران لن تتخلى عن برنامجها النووي أبدا. جاء ذلك في خضم مفاوضات مع أعضاء الاتحاد الأوروبي الثلاث (بريطانيا وألمانيا وفرنسا) التي تسعى للحصول على ضمانات موضوعية من طهران بأنها لن تستخدم التكنولوجيا النووية في صنع أسلحة نووية.هذا ليس مفاجئًا نظرًا لعدم الاستقرار السياسي والظروف الاقتصادية المهتزة التي سادت الأمة منذ التدخل الأمريكي والبريطاني عام1953.يعتمد الاقتصاد الإيراني بشكل شبه كامل على صادرات النفط الأجنبية، وحكومتها مليئة بالفساد.
أشارت تصريحات سابقة لمسؤولين إيرانيين، بمن فيهم المرشد الأعلى الإيراني ووزير خارجيتها، إلى أن إيران لن تتخلى عن قدرتها على تخصيب اليورانيوم. بالتأكيد، يمكنهم استخدامه لإنتاج وقود لمفاعلات الطاقة. نحن قلقون أكثر بشأن طبيعة الاستخدام ثنائي للتكنولوجيا التي يمكن استخدامها أيضًا لصنع سلاح نووي.
وفي موازاة ذلك، تواصل إيران سعيها للحصول على صواريخ باليستية بعيدة المدى، مثل نسخة محسنة من صواريخها البالغ عددها 1300كم مدى صاروخ شهاب3 الباليستي متوسط المدى (MRBM)، ليضيف إلى مئات صواريخ سكود قصيرة المدى التي يمتلكها بالفعل.
"حتى منذ 11سبتمبر، تواصل طهران دعم الجماعات الإرهابية في المنطقة، مثل حزب الله، ويمكن أن تشجع الهجمات المتزايدة في إسرائيل والأراضي الفلسطينية لعرقلة التقدم نحو السلام. تفيد التقارير أن إيران تدعم بعض الأنشطة المناهضة للتحالف في العراق وتسعى للتأثير على الطابع المستقبلي للدولة العراقية. تواصل إيران الاحتفاظ سراً بأعضاء مهمين في "القاعدة" مجلس الإدارة مما تسبب في مزيد من عدم اليقين بشأن التزام إيران بتقديمهم إلى العدالة.
من المرجح أن يعزز المحافظون سلطتهم في الانتخابات الرئاسية الإيرانية في يونيو 2005، مما يزيد من تهميش حركة الإصلاح العام الماضي.

## الدعم المزعوم للجماعات الإرهابية
خلال عامي2007-2008، كانت هناك مزاعم بأن وكالة المخابرات المركزية كانت تدعم جماعة جند الله الإرهابية السنية، ولكن تم فضح هذه المزاعم من خلال تحقيق لاحق أظهر أن وكالة المخابرات المركزية «منعت حتى أي اتصال عرضي مع جند الله».نشأت الشائعات في عملية «العلم الكاذب" للموساد الإسرائيلي؛ اجتمع عملاء الموساد الذين انتحلوا صفة ضباط وكالة المخابرات المركزية مع أعضاء جند الله في مدن مثل لندن وقاموا بتجنيدهم لتنفيذ هجمات ضد إيران. الرئيس جورج دبليو بوش» ذهب إلى حالة من الباليستية تمامًا«عندما علم بأفعال إسرائيل، لكن الوضع لم يتم حله حتى "خفضت إدارة الرئيس باراك أوباما بشكل كبير برامج الاستخبارات الأمريكية الإسرائيلية المشتركة التي تستهدف إيران» وصنفت جند الله في النهاية على أنها منظمة إرهابية.في نوفمبر2010. على الرغم من أن وكالة المخابرات المركزية قطعت جميع العلاقات مع جند الله بعد تفجيرات زاهدان عام2007، إلا أن مكتب التحقيقات الفيدرالي (FBI) ووزارة الدفاع الأمريكية واصلوا جمع المعلومات الاستخبارية عن جند الله من خلال الأصول التي زرعها «ضابط فرقة مكافحة الإرهاب التابع لمكتب التحقيقات الفيدرالي» توماس ماكهيل؛ شاركت وكالة المخابرات المركزية في تفويض رحلة عام 2008 قام بها ماكهيل لمقابلة مخبريه في أفغانستان.وبحسب صحيفة نيويورك تايمز: «يقول المسؤولون الحاليون والسابقون إن الحكومة الأمريكية لم توجه أو توافق على أي عمليات لجند الله.ويقولون إنه لم تكن هناك حالة على الإطلاق تم فيها إبلاغ الولايات المتحدة بتوقيت وهدف هجوم إرهابي ومع ذلك لم تتخذ أي إجراء لمنعه».

## عملية ميرلين
كانت عملية مرلين عملية سرية للولايات المتحدة في ظل إدارة كلينتون لتزويد إيران بتصميم فاشل لعنصر من مكونات سلاح نووي ظاهريًا في محاولات لتأخير برنامج الأسلحة النووية الإيراني المزعوم، أو للحصول على مزيد من المعلومات حول برنامج الأسلحة النووية للدولة، أو ببساطة تأطير إيران.ربما كانت النوايا من وراء عملية ميرلين هي مساعدة الإيرانيين على تطوير أسلحة دمار شامل بحيث تكون النزاعات العسكرية المستقبلية مع الدولة مبررة بشكل مناسب.بعبارة أخرى، كانت المخططات التخريبية لـ«مجموعة إطلاق نار» مخادعة على الإيرانيين لأن وكالة المخابرات المركزية، لأي سبب كان، أرادت ضمان امتلاك إيران أسلحة نووية في السنوات القادمة.
في حالة الحرب، يتحدث المؤلف والمراسل الاستخباري لصحيفة نيويورك تايمز جيمس رايزن عن أن وكالة المخابرات المركزية اختارت عالماً نووياً روسياً منشقاً لتقديم مخططات رؤوس حربية نووية معيبة إلى المسؤولين الإيرانيين في فبراير 2000. كتب رايزن في كتابه أن الرئيس كلينتون وافق على عملية ميرلين وأن إدارة بوش أيدت الخطة فيما بعد. رفض رايزن في وقت لاحق الإدلاء بشهادته بشأن المعلومات المسربة حول عملية ميرلين.تم منع نشر تفاصيل عملية ميرلين في وقت سابق من قبل صحيفة نيويورك تايمز في عام2003 من خلال تدخل مستشارة الأمن القومي كوندوليزا رايس مع المحرر التنفيذي لصحيفة نيويورك تايمز هويل رينز.
لسوء الحظ، لم يتم تنفيذ عملية ميرلين كما هو مخطط لها. وفقًا لرايزن، لاحظ مسؤول الاتصال/الرسول الروسي التابع لوكالة المخابرات المركزية عيوبًا في الخطط الخاصة بمجموعة TBA 480 ذات الجهد العالي خلال إحاطته للعملية في سان فرانسيسكو. بعد التعرف على الأخطاء، سأل الروسي عملاء قريبين عن التناقضات المذكورة وتم تجاهل تحقيقه. كان بعض أعضاء وكالة المخابرات المركزية غير مستقرة بسبب الملاحظات الروسية، لكن عملية ميرلين تقدمت رغم ذلك. قبل وقت قصير من السفر إلى فيينا للتسليم، تم تسليم الروسي مظروفًا مختومًا يحتوي على مخططات لـ «جهاز إطلاق النار»، وأُمر بعدم فتح المظروف. ولكن بمجرد وصوله إلى فيينا، اختار الروسي أن يتحدى تعليماته. علاوة على ذلك، فتح الروسي الظرف وأدخل خطابًا يخبر الإيرانيين بالأخطاء في المخططات. أخذ الروسي المغلف إلى 19 هاین‌شتراسه في شمال فيينا، حيث دفعه على عجل عبر فتحة البريد في باب المكتب الإيراني. بعد الانتهاء من التسليم، عاد الروسي إلى الولايات المتحدة. في الأيام التي تلت ذلك، تمكن أعضاء وكالة المخابرات المركزية من استنتاج أن المخططات قد أعيدت إلى إيران. يزعم الكتاب أنه بدلاً من شل برنامج إيران النووي، بمجرد تحديد العيوب، يمكن مقارنة الخطط بمصادر أخرى، مثل تلك التي يُفترض أنها قدمت للإيرانيين من قبل عبد القدير خان

## تخريب برنامج إيران النووي

### عملية الألعاب الأولمبية
كانت عملية الألعاب الأولمبية حملة سرية وما زالت غير معترف بها من التخريب عن طريق التعطيل السيبراني، وكانت موجهة ضد المنشآت النووية الإيرانية من قبل الولايات المتحدة وإسرائيل على الأرجح.كما ورد، يعد هذا من أوائل الاستخدامات المعروفة للأسلحة السيبرانية الهجومية. بدأت الألعاب الأولمبية تحت إدارة جورج دبليو بوش في عام 2006، وتم تسريعها في عهد الرئيس أوباما، الذي استجاب لنصيحة بوش بمواصلة الهجمات الإلكترونية على المنشأة النووية الإيرانية في نطنز. يعتقد بوش أن الاستراتيجية هي السبيل الوحيد لمنع ضربة تقليدية إسرائيلية للمنشآت النووية الإيرانية.
خلال ولاية بوش الثانية، قدم الجنرال جيمس كارترايت مع مسؤولين استخباراتيين آخرين لبوش رمزًا معقدًا من شأنه أن يكون بمثابة سلاح إلكتروني هجومي. «كان الهدف هو الوصول إلى أدوات التحكم الحاسوبية الصناعية في مصنع نطنز سوف يغزو رمز الكمبيوتر أجهزة الكمبيوتر المتخصصة التي تتحكم في أجهزة الطرد المركزي.» تم التعاون مع جهاز المخابرات الإسرائيلي سيكنت، الوحدة 8200. كان تورط إسرائيل مهمًا للأمريكيين لأن الأول كان لديه «معلومات استخباراتية عميقة حول العمليات في نطنز والتي ستكون حيوية لإنجاح الهجوم السيبراني». بالإضافة إلى ذلك، أراد المسؤولون الأمريكيون «ثني الإسرائيليين عن القيام بضربة استباقية ضد المنشآت النووية الإيرانية». لمنع الضربة التقليدية، كان على إسرائيل أن تشارك بعمق في عملية الألعاب الأولمبية. أصبح فيروس الكمبيوتر الذي تم إنشاؤه من قبل البلدين معروفًا باسم «الخطأ»، وستوكسنت من قبل مجتمع تكنولوجيا المعلومات بمجرد أن أصبح عامًا. أوقفت البرمجيات الخبيثة مؤقتًا ما يقرب من 1000جهاز طرد مركزي من أصل5000 من الدوران في ناتانز.
تسبب خطأ برمجي في «الخطأ» في انتشاره إلى أجهزة كمبيوتر خارج نطنز.عندما غادر مهندس نطنز وربط جهاز الكمبيوتر الخاص به بالإنترنت، فشل الخطأ الأمريكي والإسرائيلي الصنع في إدراك أن بيئته قد تغيرت. تم تكرار الرمز على الإنترنت وتم عرضه لاحقًا للنشر العام. قامت شركتا أمن تكنولوجيا المعلومات سيمانتك وكاسبرسكي لاب منذ ذلك الحين بفحص ستوكسنت. من غير الواضح ما إذا كان الأمريكيون أو الإسرائيليون قد قدموا خطأ البرمجة.
وفقًا لمجلة أتلانتيك الشهرية، فإن عملية الألعاب الأولمبية هي على الأرجح "أهم معالجة سرية للطيف الكهرومغناطيسي منذ الحرب العالمية الثانية. تدعي مجلة النيويوركر أن عملية الألعاب الأولمبية هي "أول عمل هجوم رسمي للتخريب السيبراني البحت من قبل الولايات المتحدة ضد دولة أخرى، إذا لم تحسب الاختراقات الإلكترونية التي سبقت الهجمات العسكرية التقليدية، مثل اختراق أجهزة الكمبيوتر العسكرية العراقية قبل غزو عام 2003."
ذكرت صحيفة واشنطن بوست أن برنامج فلام الخبيث كان أيضًا جزءًا من الألعاب الأولمبية.
في الماضي، عارضت الولايات المتحدة والعديد من الدول الأخرى قدرة إيران على إنتاج اليورانيوم عالي التخصيب أو البلوتونيوم. حتى الآن، حقيقة أن إيران لديها هذه القدرة.
تحقيق تسرب في يونيو2013، أفيد أن كارترايت كان هدفًا لتحقيق استمر لمدة عام من قبل وزارة العدل الأمريكية في تسرب معلومات سرية حول العملية إلى وسائل الإعلام الأمريكية. في مارس 2015، ورد أن التحقيق قد توقف وسط مخاوف من أن الأدلة اللازمة للمحاكمة كانت حساسة للغاية بحيث لا يمكن الكشف عنها في المحكمة.

### ستوكسنت
ستوكسنت هو دودة كمبيوتر خبيثة يعتقد أنها سلاح سيبراني أمريكي-إسرائيلي مشترك. على الرغم من أن أياً من الدولتين لم تؤكد ذلك علناً، فقد ادعى مسؤولون أمريكيون مجهولون تحدثوا إلى صحيفة واشنطن بوست أن الدودة تم تطويرها خلال إدارة أوباما لتخريب برنامج إيران النووي بما قد يبدو كسلسلة طويلة من الحوادث المؤسفة.
عادةً ما يتم تقديم ستوكسنت إلى البيئة المستهدفة عبر محرك أقراص فلاش مصاب. ثم تنتشر الدودة عبر الشبكة، وتبحث عن برنامج خطوة سيمنز7 على أجهزة الكمبيوتر التي تتحكم في PLC. في حالة عدم وجود أي من المعيارين، يصبح ستوكسنت خاملًا داخل الكمبيوتر. إذا تم استيفاء كلا الشرطين، فإن ستوكسنت تقدم الجذور الخفية المصابة على برنامج PLC وخطوة سيمنز7، وتعديل الرموز وإعطاء أوامر غير متوقعة إلى PLC أثناء إعادة حلقة من نظام العمليات العادية القيم التغذية الراجعة للمستخدمين.
تنتشر الدودة في البداية بشكل عشوائي، ولكنها تتضمن حمولة برمجيات خبيثة عالية التخصص مصممة لاستهداف أنظمة التحكم الإشرافي والحصول على البيانات (SCADA) من شركة سيمنز فقط والتي تم تكوينها للتحكم في العمليات الصناعية المحددة ومراقبتها. يصيب ستوكسنت أجهزة التحكم المنطقية القابلة للبرمجة عن طريق تخريب تطبيق برنامج خطوة سيمنز7 المستخدم لإعادة برمجة هذه الأجهزة.
استهدفت أشكال مختلفة من ستوكسنت خمس منظمات إيرانية، مع وجود شك كبير في أن الهدف المحتمل هو البنية التحتية لتخصيب اليورانيوم في إيران؛ لاحظت سيمانتيك في أغسطس2010 أن 60٪من أجهزة الكمبيوتر المصابة في جميع أنحاء العالم كانت في إيران. صرحت شركة سيمنز أن الدودة لم تسبب أي ضرر لعملائها، لكن البرنامج النووي الإيراني، الذي يستخدم معدات سيمنز المحظورة التي تم شراؤها سراً، تضرر من قبل ستوكسنت. وخلصت «كاسبرسكي لاب» إلى أن الهجوم المتطور لا يمكن أن يتم إلا «بدعم من الدولة القومية». وقد تم دعم ذلك من قبل كبير الباحثين في إف سيكيور میکو هیبونن الذي علق في الأسئلة الشائعة حول ستوكسنت، «هذا ما سيبدو عليه، نعم».
في 1 يونيو2012، قال مقال في صحيفة نيويورك تايمز أن ستوكسنت جزء من عملية استخبارات أمريكية وإسرائيلية تسمى «عملية الألعاب الأولمبية»، بدأت في عهد الرئيس جورج دبليو بوش وتوسعت في عهد الرئيس باراك أوباما.
في 24 يوليو 2012، أفاد مقال بقلم كريس ماتيسزيك منCNET كيف أن منظمة الطاقة الذرية الإيرانية أرسلت عبر البريد الإلكتروني كبير مسؤولي الأبحاث في شركة إف سيكيور میکو هیپونن للإبلاغ عن حالة جديدة من البرامج الضارة.
في 25ديسمبر2012، أعلنت وكالة أنباء إيرانية شبه رسمية أن هناك هجومًا إلكترونيًا من قبل ستوكسنت، هذه المرة على الصناعات في المنطقة الجنوبية من البلاد. واستهدف الفيروس محطة كهرباء وبعض الصناعات الأخرى في محافظة هرمزجان في الأشهر الأخيرة.
أظهرت دراسة حول انتشار فيروس ستوكسنت أجرتها شركة سيمانتك أن البلدان المتضررة الرئيسية في الأيام الأولى من الإصابة كانت إيران وإندونيسيا والهند:
| دولة                       | حصة أجهزة الكمبيوتر المصابة |
| -------------------------- | --------------------------- |
| إيران                      | 58.85٪                      |
| إندونيسيا                  | 18.22٪                      |
| الهند                      | 8.31٪                       |
| أذربيجان                   | 2.57٪                       |
| الولايات المتحدة الأمريكية | 1.56٪                       |
| باكستان                    | 1.28٪                       |
| بلدان اخرى                 | 9.2٪                        |

ورد أن إيران «عززت» قدراتها في الحرب الإلكترونية في أعقاب هجوم ستوكسنت، ويُشتبه في قيامها بهجمات انتقامية ضد البنوك الأمريكية.
في مقابلة أجريت في مارس2012 مع برنامج «60 دقيقة» لشبكة سي بي إس نيوز، قال الجنرال المتقاعد في سلاح الجو الأمريكي مايكل هايدن الذي شغل منصب مدير كل من وكالة المخابرات المركزية ووكالة الأمن القومي بينما نفى معرفته بمن أنشأ ستوكسنت، قال إنه يعتقد أنه كان «فكرة جيدة» لكنها تحمل جانبًا سلبيًا من حيث إضفاء الشرعية على استخدام أسلحة إلكترونية متطورة مصممة لإحداث ضرر مادي. قال هايدن، «هناك من يمكنهم إلقاء نظرة على هذا وربما يحاولون تحويله إلى أغراضهم الخاصة». في نفس التقرير، أشار شون ماكجورك، مسؤول الأمن السيبراني السابق في وزارة الأمن الداخلي، إلى أنه يمكن الآن تنزيل شفرة مصدر ستوكسنت عبر الإنترنت وتعديلها لتوجيهها إلى أنظمة مستهدفة جديدة. وفي حديثه عن مبتكري فيروس ستوكسنت، قال، «لقد فتحوا الصندوق. أظهروا القدرة إنه ليس شيئًا يمكن إعادته». ذكر مقال في مجلة وايرد عن الجنرال الأمريكي كيث بي. الكسندر. تم إنشاء وبناء السلاح السيبراني الذي أصبح يُعرف باسم ستوكسنت من قبل وكالة الأمن القومي بالشراكة مع وكالة المخابرات المركزية والاستخبارات الإسرائيلية في منتصف عام 2000.

### دوكو
في 1سبتمبر2011، تم العثور على دودة جديدة يعتقد أنها مرتبطة بـستوكسنت. قام مختبر التشفير وأمن النظام (CrySyS) التابع لجامعة بودابست للتكنولوجيا والاقتصاد بتحليل البرنامج الضار، وأطلق على التهديد اسم «دوكو». واستناداً إلى هذا التقرير، واصلت شركة سيمانتك تحليل التهديد، واصفة إياه بأنه «متطابق تقريبًا مع ستوكسنت، ولكن لغرض مختلف تمامًا»، ونشرت ورقة تقنية مفصلة. تم تصميم المكون الرئيسي المستخدم في دوكو لالتقاط المعلومات مثل ضغطات المفاتيح ومعلومات النظام. يمكن استخدام البيانات المسربة لتمكين هجوم مستقبلي شبيه ببرنامج ستوكسنت. في 28ديسمبر2011، تحدث مدير البحث والتحليل العالمي في كاسبرسكي لاب إلى رويترز حول نتائج الأبحاث الأخيرة التي أظهرت أن كلا من منصة ستوكسنت ودوكو نشأتا في عام2007، ويشار إليها باسم تيلدد بسبب d في بداية أسماء الملفات. تم الكشف أيضًا في هذا البحث عن إمكانية وجود ثلاثة متغيرات أخرى بناءً على منصة تيلدد.

### لهب
في مايو 2012، تم العثور على البرنامج الضار الجديد «لهب»، والذي يُعتقد أنه مرتبط بـ ستوكسنت. أطلق الباحثون على البرنامج اسم «لهب» على اسم إحدى وحداته. بعد تحليل كود لهب، قالت كاسبرسكي لاب أن هناك علاقة قوية بين لهب وستوكسنت. احتوى إصدار مبكر من ستوكسنت على رمز لنشر العدوى عبر محركات أقراص يو إس بي التي تشبه تقريبًا وحدة لهب التي تستغل نفس الثغرة الأمنية.

### النجوم
فيروس النجوم هو فيروس كمبيوتر يصيب أجهزة الكمبيوتر التي تعمل بنظام التشغيل مايكروسوفت ويندوز. تم تسميته واكتشافه من قبل السلطات الإيرانية في أبريل2011. وزعمت إيران أنها استخدمت كأداة لارتكاب أعمال تجسس. توصل الباحثون الغربيون إلى الاعتقاد بأنه ربما يكون نفس الشيء مثل فيروس دوكو، وهو جزء من هجوم ستوكسنت على إيران.

## احتواء أم مكاسب نقدية؟
بمرور الوقت، تم التشكيك في دوافع الولايات المتحدة. بالنسبة للكثيرين، لم يتضح لماذا قررت الولايات المتحدة أن تدخل إيران. يجب أن يقدم هذا المقطع نظرة ثاقبة حول سبب ارتكاب الولايات المتحدة للأعمال التي فعلتها. فكرة واحدة مثيرة للجدل يمكن استبعادها على الفور هي النفط. على الرغم من التأثير المحتمل لمدير وكالة المخابرات المركزية الذي كان يشغل سابقًا منصبًا في وول ستريت كمحام للأعمال التجارية الدولية، فمن المحتمل أن تكون هذه النظرية غير صحيحة. من المعقول بدرجة أكبر بكثير أن وكالة المخابرات المركزية ركزت طاقتها على السيطرة على انتشار الشيوعية. كان لدى الأمريكيين بالفعل اتفاقيات تعاقدية مع الكويت والمملكة العربية السعودية بشأن النفط، لذا فإن غزو إيران بنية الحصول على النفط مجانًا من شأنه أن يتسبب في نشوب صراع. كان الاحتواء هدف وكالة المخابرات المركزية. الشيء الوحيد الذي يلمح إلى صحة هذا هو موافقة الولايات المتحدة على الإطاحة بمصدق. المعلومات التي تلقتها وكالة المخابرات المركزية دفعتهم إلى اتخاذ هذا القرار.بعد مشاهدة دول تسقط في أيدي الشيوعية في جميع أنحاء العالم، لم ترغب أمريكا في حدوث نفس الشيء في إيران. عندما نجحت الولايات المتحدة في الإطاحة بالحكومة في إيران، حاولت وكالة المخابرات المركزية العثور على معلومات تسمح لها بغزو التهديدات المحتملة الأخرى.